# Большая Авамская
Большая Авамская — река в Таймырском Долгано-Ненецком районе Красноярского края России, правый приток Енисея. Длина реки 35 километров. 
Исток реки находится в северной оконечности озера Поколко, на высоте 70 м, принимает значительный правый приток без названия, вытекающий из озера Федоткино. Впадает в Енисей, на расстоянии 490 км от устья. В устье расположен нежилой посёлок Никольск.
По данным государственного водного реестра России относится к Енисейскому бассейновому округу.
- Код водного объекта 17010800412116100106381